# Aleksandr Miedwiediew (hokeista)
Aleksandr Jurjewicz Miedwiediew, ros. Александр Юрьевич Медведев (ur. 23 maja 1979 w Jarosławiu) – rosyjski hokeista, trener.

## Kariera
- Torpedo 2 Jarosław (1995-1998)
- Torpedo Jarosław (1997)
- Alba Volán Székesfehérvár (1998-2000)
- SKA Sankt Petersburg (2000-2001)
- Alba Volán Székesfehérvár (2001-2002)
- CSK WWS Samara (2002-2003)
- HK Homel (2003)
- Chimik-SKA Nowopołock (2003-2004)
- Junior Mińsk (2004)
- Unia Oświęcim (2004-2005)
- Amur Chabarowsk / Amur 2 Chabarowsk (2005-2006)
- Chimik-SKA Nowopołock (2006-2007)
- Dynama Mińsk (2007-2008)
- HK Nioman Grodno (2008-2011)
- HK Szachcior Soligorsk (2011–2013)
- HK Lipieck (2013–2014)
- HK Nioman Grodno (2014–2015)
- Orlik Opole (2015)
- Nittorps IK (2015-2016)
- Debreceni HK (2016)
- Björninn (2016-2019)

Wychowanek klubu Torpedo w rodzinnym Jarosławiu (później pod nazwą Łokomotiw). Uczestniczył w turnieju mistrzostw świata do lat 17 edycji 1996. Grał w klubach rosyjskich, węgierskim, występował w lidze polskiej w sezonie 2004/2005 w klubie z Oświęcimia oraz białoruskich i w rosyjskiej lidze WHL. Od 2014 ponownie zawodnik Niomana Grodno. Od lipca 2015 zawodnik Orlika Opole. Od września 2015 zawodnik Nittorps IK. Od stycznia 2016 zawodnik Debreceni HK.
Od 2016 przez trzy sezony był zawodnikiem islandzkiego klubu Björninn, a w edycji 2017/2018 tamtejszej ligi był także grającym asystentem trenera. Ponadto podjął pracę szkoleniową z kadrami juniorskimi Islandii. Jako główny trener reprezentacji Islandii do lat 18 uczestniczył w turniejach mistrzostw świata juniorów do lat 18 edycji 2018 (Dywizja IIB, spadek), 2019 (Dywizja IIIA). Jako asystent trenera reprezentacji Islandii do lat 20 uczestniczył w turniejach mistrzostw świata juniorów do lat 20 edycji 2018, 2019 (Dywizja IIIA).

## Sukcesy
Klubowe
- Złoty medal mistrzostw Węgier: 1999 z Albą Volán
- Srebrny medal mistrzostw Polski: 2005 z Unią Oświęcim
- Awans do Superligi: 2006 z Amurem Chabarowsk
- Srebrny medal mistrzostw Białorusi: 2011 z Niomanem Grodno
- Brązowy medal mistrzostw Białorusi: 2013 z Szachciorem Soligorsk
- Puchar Białorusi: 2014 z Niomanem Grodno
- Puchar Kontynentalny: 2015 z Niomanem Grodno